# Karate baka ichidai
Karate baka ichidai (空手バカ一代? lett. "Una vita pazza per il karate") è un manga scritto da Ikki Kajiwara e illustrato da Jiro Tsunoda e Jōya Kagemaru. La storia è basata sulla vita del campione di arti marziali Masutatsu Ōyama.
Il manga è stato pubblicato su Weekly Shōnen Magazine fra il 1971 e il 1977 e in seguito raccolto in 29 volumi tankōbon. Un adattamento anime è stato prodotto da Tokyo Movie e trasmesso dal 3 ottobre 1973 al 25 settembre 1974, per un totale di 47 episodi.
Toei Animation ha adattato l'opera in un film live action dallo stesso titolo, distribuito a partire dal 14 maggio 1977. Un secondo film, Shin karate baka ichidai: kakutōsha, diviso in due parti, è stato pubblicato nel 2003 e nel 2004 per la ricorrenza della morte di Ikki Kajiwara.